# Ouliana Perebinossova
Ouliana Sergeïevna Perebinossova (russe : Ульяна Сергеевна Перебиносова), née le 4 mai 2001  en Russie, est une gymnaste artistique russe.

## Carrière
Ouliana Perebinossova remporte la médaille d'or du concours par équipes aux Championnats d'Europe de gymnastique artistique féminine 2018.